# (29910) Segre
(29910) Segre est un astéroïde de la ceinture principale.

## Description
(29910) Segre est un astéroïde de la ceinture principale. Il fut découvert le 14 mai 1999 à Prescott (Arizona) par Paul G. Comba. Il présente une orbite caractérisée par un demi-grand axe de 3,06 UA, une excentricité de 0,11 et une inclinaison de 10,7° par rapport à l'écliptique.

## Compléments